# Walter Kratz (Politiker)
Walter Kratz (* 19. Juni 1896 im Kreis Stolp, Pommern (nach anderer Angabe Seubersdorf, Kreis Osterode in Ostpreußen); † nach 1939) war ein deutscher Gutsbeamter und Politiker (NSDAP).

## Leben
Kratz machte in Stolp Abitur und nahm als Oberleutnant am Ersten Weltkrieg teil. Infolge einer Verwundung hatte er einen steifen Arm. Kratz war Junggeselle, hatte vermutlich eine kurze Bankausbildung und war von 1927 bis 1933 Gutsbeamter auf Gut Kraplau. Zum 1. Oktober 1929 trat er der NSDAP bei (Mitgliedsnummer 168.163). Für diese war er ab November 1929 Mitglied im Kreistag und Kreisausschuss des Kreises Osterode. 1932/1933 war er Kreisleiter der NSDAP in Osterode. Mit der Machtergreifung der Nationalsozialisten 1933 machte er Karriere. 1933 war er für den Kreis Osterode und die NSDAP-Mitglied des letzten Provinziallandtags der Provinz Ostpreußen. Im April 1933 wurde er vertretungsweise, im Juni 1933 kommissarisch und im November 1933 definitiv Landrat im Kreis Osterode. Im Juni 1934 wurde er beurlaubt. Grund dafür waren Meinungsverschiedenheiten mit der Kreisleitung der NSDAP, da er u. a. Verhaftungen durch die SA rückgängig machen ließ, und mit dem ostpreußischen Gauleiter Erich Koch. Anschließend lebte Kratz in Berlin und war dort zunächst beim Reichsnährstand tätig. Nach Beginn des Zweiten Weltkriegs wurde er Hauptmann in Wehrbezirkskommandos und soll schließlich in Posen in sowjetische Kriegsgefangenschaft geraten sein.